# Pachliopta kotzebuea
Pachliopta kotzebuea är en fjärilsart som först beskrevs av Johann Friedrich von Eschscholtz 1821.  Pachliopta kotzebuea ingår i släktet Pachliopta och familjen riddarfjärilar. Inga underarter finns listade i Catalogue of Life.

## Bildgalleri

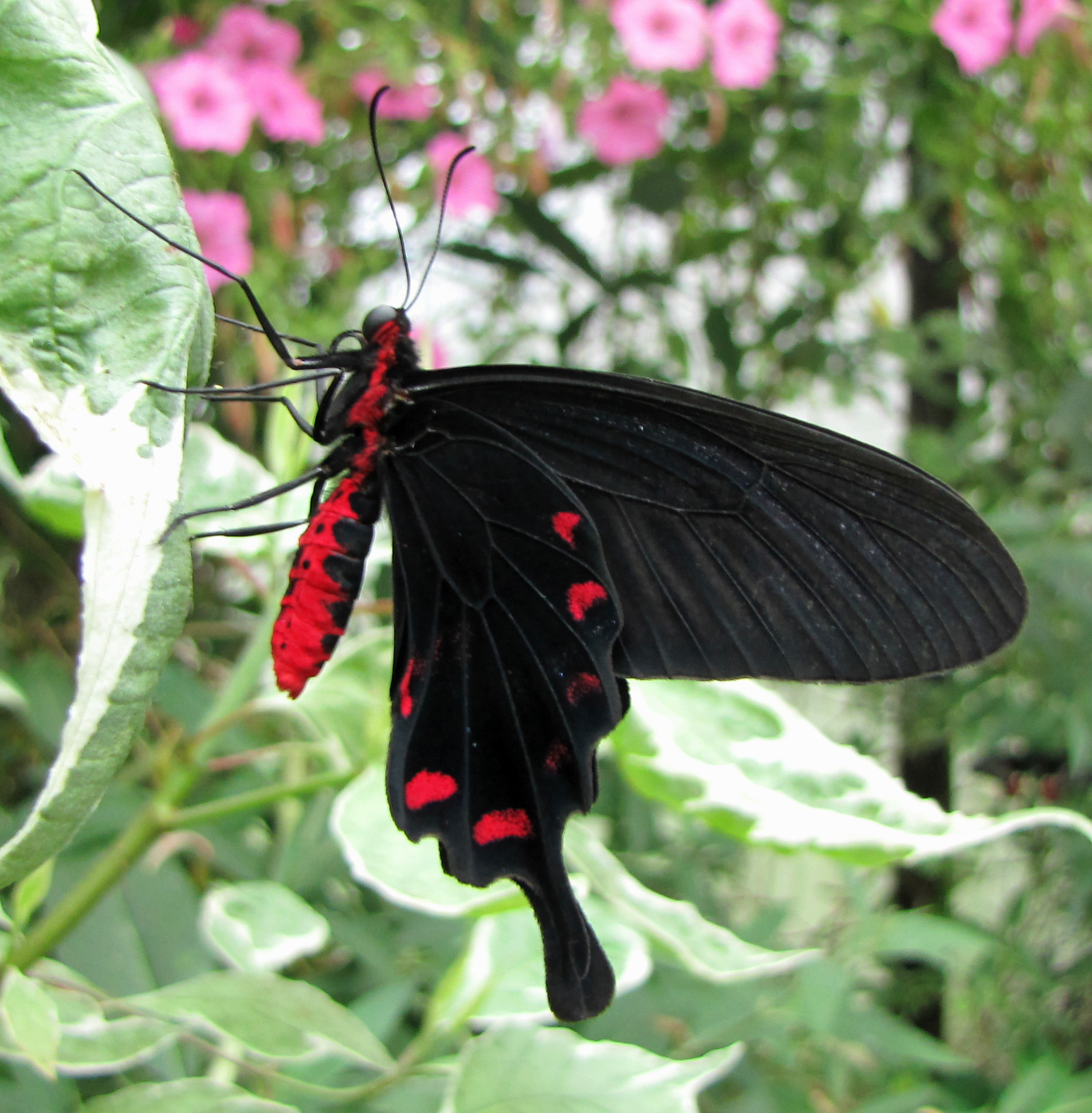